# Campionato europeo femminile di pallavolo 2026
Il campionato europeo femminile di pallavolo 2026, 34ª edizione dell'omonima competizione, si svolgerà nel 2026 ad Ankara, in Turchia, a Brno, in Repubblica Ceca, a Göteborg, in Svezia e a Baku, in Azerbaigian.

## Scelta della sede
La Repubblica Ceca viene annunciata come paese organizzatore della competizione il 6 dicembre 2023, a cui fanno seguito il 6 marzo 2024 la Svezia e il 12 marzo 2024 l'Azerbaigian; l'8 novembre 2024 viene infine annunciato che la fase finale del torneo sarà ospitata dalla Turchia.

## Qualificazioni
Al torneo hanno partecipato: le quattro nazionali dei paesi organizzatori, le prime otto nazionali classificate al campionato europeo 2023 (in questo caso si sono qualificate la nona e la decima classificata in quanto la Turchia e la Rep. Ceca, rispettivamente prima e ottava nella precedente edizione, sono già qualificate come paese organizzatore) e dodici nazionali qualificate tramite il torneo di qualificazione.

## Impianti
|                                                                            |                                                            |                                                                     |
|                                                                            |                                                            |                                                                     |
| Ankara Spor Salonu Città: Ankara Capienza: 10 400 Anno d'apertura: 2010    | Arena Brno Città: Brno Capienza: 13 300 Anno d'apertura: - | Scandinavium Città: Göteborg Capienza: 10 000 Anno d'apertura: 1971 |
|                                                                            |                                                            |                                                                     |
| Milli Gimnastika Arenası Città: Baku Capienza: 9 000 Anno d'apertura: 2014 |                                                            |                                                                     |

## Regolamento

### Formula
La formula ha previsto:
- Fase a gironi, disputata con gironi all'italiana: le prime quattro classificate di ogni girone hanno acceduto alla fase finale.
- Fase finale, disputata con ottavi di finale, quarti di finale, semifinali, finale per il terzo posto e finale.

### Criteri di classifica
Se il risultato finale è stato di 3-0 o 3-1 sono stati assegnati 3 punti alla squadra vincente e 0 a quella sconfitta, se il risultato finale è stato di 3-2 sono stati assegnati 2 punti alla squadra vincente e 1 a quella sconfitta.
L'ordine del posizionamento in classifica è stato definito in base a:
- Numero di partite vinte;
- Punti;
- Ratio dei set vinti/persi;
- Ratio dei punti realizzati/subiti;
- Risultati degli scontri diretti.

## Squadre partecipanti
| Squadra     | Qualificazione                              | Ultima partecipazione                        |
| ----------- | ------------------------------------------- | -------------------------------------------- |
| Austria     | 5ª miglior 2ª al torneo di qualificazione   | Italia 1971                                  |
| Azerbaigian | Paese organizzatore                         | Belgio, Italia, Estonia e Germania 2023      |
| Belgio      | 1ª alle torneo di qualificazione (girone B) | Belgio, Italia, Estonia e Germania 2023      |
| Bulgaria    | 7ª al campionato europeo 2023               | Belgio, Italia, Estonia e Germania 2023      |
| Croazia     | 1ª alle torneo di qualificazione (girone G) | Belgio, Italia, Estonia e Germania 2023      |
| Francia     | 6ª al campionato europeo 2023               | Belgio, Italia, Estonia e Germania 2023      |
| Germania    | 1ª alle torneo di qualificazione (girone A) | Belgio, Italia, Estonia e Germania 2023      |
| Grecia      | 1ª alle torneo di qualificazione (girone F) | Belgio, Italia, Estonia e Germania 2023      |
| Italia      | 4ª al campionato europeo 2023               | Belgio, Italia, Estonia e Germania 2023      |
| Lettonia    | 4ª miglior 2ª al torneo di qualificazione   | Repubblica Ceca 1997                         |
| Montenegro  | 1ª alle torneo di qualificazione (girone D) | Debutto                                      |
| Paesi Bassi | 3ª al campionato europeo 2023               | Belgio, Italia, Estonia e Germania 2023      |
| Polonia     | 5ª al campionato europeo 2023               | Belgio, Italia, Estonia e Germania 2023      |
| Portogallo  | 3ª miglior 2ª al torneo di qualificazione   | Turchia, Polonia, Ungheria e Slovacchia 2019 |
| Rep. Ceca   | Paese organizzatore                         | Belgio, Italia, Estonia e Germania 2023      |
| Romania     | 1ª miglior 2ª al torneo di qualificazione   | Belgio, Italia, Estonia e Germania 2023      |
| Serbia      | 2ª al campionato europeo 2023               | Belgio, Italia, Estonia e Germania 2023      |
| Slovacchia  | 10ª al campionato europeo 2023              | Belgio, Italia, Estonia e Germania 2023      |
| Slovenia    | 1ª alle torneo di qualificazione (girone C) | Belgio, Italia, Estonia e Germania 2023      |
| Spagna      | 1ª alle torneo di qualificazione (girone E) | Belgio, Italia, Estonia e Germania 2023      |
| Svezia      | Paese organizzatore                         | Belgio, Italia, Estonia e Germania 2023      |
| Turchia     | Paese organizzatore                         | Belgio, Italia, Estonia e Germania 2023      |
| Ucraina     | 9ª al campionato europeo 2023               | Belgio, Italia, Estonia e Germania 2023      |
| Ungheria    | 2ª miglior 2ª al torneo di qualificazione   | Belgio, Italia, Estonia e Germania 2023      |

## Torneo

### Fase a gironi
| Girone A | Girone B | Girone C | Girone D |
| -------- | -------- | -------- | -------- |
|          |          |          |          |
|          |          |          |          |
|          |          |          |          |
|          |          |          |          |
|          |          |          |          |
|          |          |          |          |

#### Girone A

##### Risultati
| 2026 [[]], [[]] Durata: - Spettatori: |
| 2026 [[]], [[]] Durata: - Spettatori: |
| 2026 [[]], [[]] Durata: - Spettatori: |
| 2026 [[]], [[]] Durata: - Spettatori: |
| 2026 [[]], [[]] Durata: - Spettatori: |
| 2026 [[]], [[]] Durata: - Spettatori: |
| 2026 [[]], [[]] Durata: - Spettatori: |
| 2026 [[]], [[]] Durata: - Spettatori: |
| 2026 [[]], [[]] Durata: - Spettatori: |
| 2026 [[]], [[]] Durata: - Spettatori: |
| 2026 [[]], [[]] Durata: - Spettatori: |
| 2026 [[]], [[]] Durata: - Spettatori: |
| 2026 [[]], [[]] Durata: - Spettatori: |
| 2026 [[]], [[]] Durata: - Spettatori: |
| 2026 [[]], [[]] Durata: - Spettatori: |

##### Classifica
| Pos. | Squadra | Pt | G | V | P | SV | SP | Ratio | PF | PS | Ratio |
| ---- | ------- | -- | - | - | - | -- | -- | ----- | -- | -- | ----- |
| 1.   |         |    | 5 |   |   |    |    |       |    |    |       |
| 2.   |         |    | 5 |   |   |    |    |       |    |    |       |
| 3.   |         |    | 5 |   |   |    |    |       |    |    |       |
| 4.   |         |    | 5 |   |   |    |    |       |    |    |       |
| 5.   |         |    | 5 |   |   |    |    |       |    |    |       |
| 6.   |         |    | 5 |   |   |    |    |       |    |    |       |

      Qualificata agli ottavi di finale.

#### Girone B

##### Risultati
| 2026 [[]], [[]] Durata: - Spettatori: |
| 2026 [[]], [[]] Durata: - Spettatori: |
| 2026 [[]], [[]] Durata: - Spettatori: |
| 2026 [[]], [[]] Durata: - Spettatori: |
| 2026 [[]], [[]] Durata: - Spettatori: |
| 2026 [[]], [[]] Durata: - Spettatori: |
| 2026 [[]], [[]] Durata: - Spettatori: |
| 2026 [[]], [[]] Durata: - Spettatori: |
| 2026 [[]], [[]] Durata: - Spettatori: |
| 2026 [[]], [[]] Durata: - Spettatori: |
| 2026 [[]], [[]] Durata: - Spettatori: |
| 2026 [[]], [[]] Durata: - Spettatori: |
| 2026 [[]], [[]] Durata: - Spettatori: |
| 2026 [[]], [[]] Durata: - Spettatori: |
| 2026 [[]], [[]] Durata: - Spettatori: |

##### Classifica
| Pos. | Squadra | Pt | G | V | P | SV | SP | Ratio | PF | PS | Ratio |
| ---- | ------- | -- | - | - | - | -- | -- | ----- | -- | -- | ----- |
| 1.   |         |    | 5 |   |   |    |    |       |    |    |       |
| 2.   |         |    | 5 |   |   |    |    |       |    |    |       |
| 3.   |         |    | 5 |   |   |    |    |       |    |    |       |
| 4.   |         |    | 5 |   |   |    |    |       |    |    |       |
| 5.   |         |    | 5 |   |   |    |    |       |    |    |       |
| 6.   |         |    | 5 |   |   |    |    |       |    |    |       |

      Qualificata agli ottavi di finale.

#### Girone C

##### Risultati
| 2026 [[]], [[]] Durata: - Spettatori: |
| 2026 [[]], [[]] Durata: - Spettatori: |
| 2026 [[]], [[]] Durata: - Spettatori: |
| 2026 [[]], [[]] Durata: - Spettatori: |
| 2026 [[]], [[]] Durata: - Spettatori: |
| 2026 [[]], [[]] Durata: - Spettatori: |
| 2026 [[]], [[]] Durata: - Spettatori: |
| 2026 [[]], [[]] Durata: - Spettatori: |
| 2026 [[]], [[]] Durata: - Spettatori: |
| 2026 [[]], [[]] Durata: - Spettatori: |
| 2026 [[]], [[]] Durata: - Spettatori: |
| 2026 [[]], [[]] Durata: - Spettatori: |
| 2026 [[]], [[]] Durata: - Spettatori: |
| 2026 [[]], [[]] Durata: - Spettatori: |
| 2026 [[]], [[]] Durata: - Spettatori: |

##### Classifica
| Pos. | Squadra | Pt | G | V | P | SV | SP | Ratio | PF | PS | Ratio |
| ---- | ------- | -- | - | - | - | -- | -- | ----- | -- | -- | ----- |
| 1.   |         |    | 5 |   |   |    |    |       |    |    |       |
| 2.   |         |    | 5 |   |   |    |    |       |    |    |       |
| 3.   |         |    | 5 |   |   |    |    |       |    |    |       |
| 4.   |         |    | 5 |   |   |    |    |       |    |    |       |
| 5.   |         |    | 5 |   |   |    |    |       |    |    |       |
| 6.   |         |    | 5 |   |   |    |    |       |    |    |       |

      Qualificata agli ottavi di finale.

#### Girone D

##### Risultati
| 2026 [[]], [[]] Durata: - Spettatori: |
| 2026 [[]], [[]] Durata: - Spettatori: |
| 2026 [[]], [[]] Durata: - Spettatori: |
| 2026 [[]], [[]] Durata: - Spettatori: |
| 2026 [[]], [[]] Durata: - Spettatori: |
| 2026 [[]], [[]] Durata: - Spettatori: |
| 2026 [[]], [[]] Durata: - Spettatori: |
| 2026 [[]], [[]] Durata: - Spettatori: |
| 2026 [[]], [[]] Durata: - Spettatori: |
| 2026 [[]], [[]] Durata: - Spettatori: |
| 2026 [[]], [[]] Durata: - Spettatori: |
| 2026 [[]], [[]] Durata: - Spettatori: |
| 2026 [[]], [[]] Durata: - Spettatori: |
| 2026 [[]], [[]] Durata: - Spettatori: |
| 2026 [[]], [[]] Durata: - Spettatori: |

##### Classifica
| Pos. | Squadra | Pt | G | V | P | SV | SP | Ratio | PF | PS | Ratio |
| ---- | ------- | -- | - | - | - | -- | -- | ----- | -- | -- | ----- |
| 1.   |         |    | 5 |   |   |    |    |       |    |    |       |
| 2.   |         |    | 5 |   |   |    |    |       |    |    |       |
| 3.   |         |    | 5 |   |   |    |    |       |    |    |       |
| 4.   |         |    | 5 |   |   |    |    |       |    |    |       |
| 5.   |         |    | 5 |   |   |    |    |       |    |    |       |
| 6.   |         |    | 5 |   |   |    |    |       |    |    |       |

      Qualificata agli ottavi di finale.

### Fase finale
|  | Ottavi di finale | Ottavi di finale | Ottavi di finale |  |  | Quarti di finale | Quarti di finale | Quarti di finale |   |   | Semifinali | Semifinali | Semifinali |   |   | Finale          | Finale          | Finale          |  |
|  |                  |                  |                  |  |  |                  |                  |                  |   |   |            |            |            |   |   |                 |                 |                 |  |
|  | -                | -                | -                |  |  |                  |                  |                  |   |   |            |            |            |   |   |                 |                 |                 |  |
|  | -                | -                | -                |  |  | -                | -                | -                |   |   |            |            |            |   |   |                 |                 |                 |  |
|  | -                | -                | -                |  |  | -                | -                | -                |   |   |            |            |            |   |   |                 |                 |                 |  |
|  | -                | -                | -                |  |  |                  |                  |                  |   |   | -          | -          | -          |   |   |                 |                 |                 |  |
|  | -                | -                | -                |  |  |                  |                  | -                | - | - |            |            |            |   |   |                 |                 |                 |  |
|  | -                | -                | -                |  |  | -                | -                | -                |   |   |            |            |            |   |   |                 |                 |                 |  |
|  | -                | -                |                  |  |  | -                | -                | -                |   |   |            |            |            |   |   |                 |                 |                 |  |
|  | -                | -                | -                |  |  |                  |                  |                  |   |   | -          | -          | -          |   |   |                 |                 |                 |  |
|  | -                | -                | -                |  |  |                  |                  |                  |   |   |            |            | -          | - | - |                 |                 |                 |  |
|  | -                | -                | -                |  |  | -                | -                | -                |   |   |            |            |            |   |   |                 |                 |                 |  |
|  | -                | -                | -                |  |  | -                | -                | -                |   |   |            |            |            |   |   |                 |                 |                 |  |
|  | -                | -                | -                |  |  |                  |                  |                  |   |   | -          | -          | -          |   |   | Finale 3º posto | Finale 3º posto | Finale 3º posto |  |
|  | -                | -                | -                |  |  |                  |                  | -                | - | - |            |            |            |   |   |                 |                 |                 |  |
|  | -                | -                | -                |  |  | -                | -                | -                |   |   |            |            |            |   |   | -               | -               | -               |  |
|  | -                | -                | -                |  |  | -                | -                | -                |   |   | -          | -          | -          |   |   |                 |                 |                 |  |
|  | -                | -                | -                |  |  |                  |                  |                  |   |   |            |            |            |   |   |                 |                 |                 |  |

#### Ottavi di finale
| 2026 [[]], [[]] Durata: - Spettatori: |
| 2026 [[]], [[]] Durata: - Spettatori: |
| 2026 [[]], [[]] Durata: - Spettatori: |
| 2026 [[]], [[]] Durata: - Spettatori: |
| 2026 [[]], [[]] Durata: - Spettatori: |
| 2026 [[]], [[]] Durata: - Spettatori: |
| 2026 [[]], [[]] Durata: - Spettatori: |
| 2026 [[]], [[]] Durata: - Spettatori: |

#### Quarti di finale
| 2026 [[]], [[]] Durata: - Spettatori: |
| 2026 [[]], [[]] Durata: - Spettatori: |
| 2026 [[]], [[]] Durata: - Spettatori: |
| 2026 [[]], [[]] Durata: - Spettatori: |

#### Semifinali
| 2026 Ankara Spor Salonu, Ankara Durata: - Spettatori: |
| 2026 Ankara Spor Salonu, Ankara Durata: - Spettatori: |

#### Finale 3º posto
| 2026 Ankara Spor Salonu, Ankara Durata: - Spettatori: |

#### Finale
| 2026 Ankara Spor Salonu, Ankara Durata: - Spettatori: |

## Classifica finale
| Pos     | Squadra | Rosa |
| ------- | ------- | ---- |
| Oro     |         |      |
| Argento |         |      |
| Bronzo  |         |      |
| 4       |         |      |
| 5       |         |      |
| 6       |         |      |
| 7       |         |      |
| 8       |         |      |
| 9       |         |      |
| 10      |         |      |
| 11      |         |      |
| 12      |         |      |
| 13      |         |      |
| 14      |         |      |
| 15      |         |      |
| 16      |         |      |
| 17      |         |      |
| 18      |         |      |
| 19      |         |      |
| 20      |         |      |
| 21      |         |      |
| 22      |         |      |
| 23      |         |      |
| 24      |         |      |

## Premi individuali
| Premio                 | Nome | Squadra |
| ---------------------- | ---- | ------- |
| MVP                    |      |         |
| Miglior palleggiatrice |      |         |
| Miglior opposto        |      |         |
| Miglior schiacciatrice |      |         |
|                        |      |         |
| Miglior centrale       |      |         |
|                        |      |         |
| Miglior libero         |      |         |